# Лошакове
Лоша́кове — село в Україні, у Вовчанській міській громаді Чугуївського району Харківської області. Населення становить 12 осіб. До 2020 орган місцевого самоврядування — Різниківська сільська рада.

## Географія
Село Лошакове розташоване на одному з відрогів балки Бударівський Яр, примикає до сіл Черняків і Хижнякове. За 4 км проходить кордон з Росією.
По селу тече пересихаючий струмок, на якому зроблено кілька загат.

## Історія
Під час організованого радянською владою Голодомору 1932—1933 років померло щонайменше 272 жителі села.
12 червня 2020 року, відповідно до Розпорядження Кабінету Міністрів України  № 725-р «Про визначення адміністративних центрів та затвердження територій територіальних громад Харківської області», увійшло до складу Вовчанської міської громади.
19 липня 2020 року, в результаті адміністративно-територіальної реформи та ліквідації Вовчанського району, село увійшло до складу Чугуївського району.